# Śiwadźi
Śiwadźi znany również jako Ćhatrapati Śiwadźiradźe Bhosale (marathi छत्रपती शिवाजीराजे भोसले; ur. 19 lutego 1627, zm. 3 kwietnia 1680) – założyciel Imperium Marathów w Indiach, ze stolicą w Pune. 

## Życiorys
Stosując taktykę wojny podjazdowej, dzięki górzystemu ukształtowaniu zachodnich Indii, udało mu się oswobodzić znaczne tereny Indii spod władzy Wielkich Mogołów. Historia jego walki na stałe weszła do lokalnego folkloru.